# Erhard Gasch
Erhard Gasch (* 18. November 1928 in Dresden; † 14. März 2000 ebenda) war ein deutscher Maler und Grafiker.

## Leben und Werk
Gasch machte 1947 an der Dresdner Dreikönigsschule das Abitur. Danach studierte er bei Hans Christoph, Wilhelm Lachnit und Hans Theo Richter an der Hochschule für Bildende Künste Dresden Malerei und Graphik und von 1951 bis 1953 bei Werner E. A. Hoffmann (1881–1962), Max Kaus und Hans Uhlmann an der Hochschule für Bildende Künste in Westberlin. Nach dem Studienabschluss arbeitete er in Dresden-Oberloschwitz als freiberuflicher Maler und Grafiker. Er war Mitglied des Verbands Bildender Künstler der DDR.
Gasch schuf vor allem Aquarelle und Druckgraphiken. „Hier entwickelte er früh einen eigenen Stil, in den er Anregungen von Werken einiger Künstler der klassischen Moderne wie Emil Nolde, Lyonel Feininger und Otto Dix einfließen ließ. Gasch war Augenzeuge der Bombardierung Dresdens im Februar 1945, die er in ergreifenden Darstellungen der zerstörten Stadt verarbeitete.“ Es entstanden über tausend Werke, vor allem Stillleben, Menschen- und Tierdarstellungen sowie Landschaften, u. a. mit Motiven aus Dresden, Bautzen, dem Erzgebirge und der Insel Hiddensee. Außerdem machte er auftragsbezogene Arbeiten für Kunst am Bau wie Wandbilder, Glasfenster und Bleiverglasungen, vor allem im Osterzgebirge und der Oberlausitz.
Eine Malerfreundschaft verband Gasch mit Ernst Lewinger.
Gasch wohnte und hatte sein Atelier in der Ulrichstraße 9. Seine Grabstätte befindet sich auf dem Loschwitzer Friedhof.

## Werke (Auswahl)
- 13. Februar 1945 (Lithografie, 40 × 51,5 cm, 1945)[2]

- Ostseestrand (Aquarell, 35,5 × 47,5 cm)[3]

- o.T. /Leuchter mit Weinglas (Aquarell, 55 × 37,5 cm, 1981)[4]

- o.T. /Straße in Kamenz (Aquarell, 50 × 38 cm)[5]

## Ausstellungen
- 1987: Dresden, Galerie Kunst der Zeit (mit Ernst Lewinger)

- 2017/2018: Kamenz, Galerie im Sakralmuseum Klosterkirche St. Annen (Erhard Gasch (1928–2000) – „Wiederentdeckung eines Künstlers“)

- 1922/2023: Rammenau, Kavaliershaus des Barockschlosses Rammenau („Der stille Künstler von Oberloschwitz – Erhard Gasch – Malerei – Grafik – Kunst am Bau“)